# Nine in the Afternoon
Nine In Afternoon è il primo singolo estratto dall'album Pretty. Odd., secondo lavoro in studio del gruppo Panic at the Disco.
, anche se il singolo comprensivo di video è stato ufficialmente pubblicato nel gennaio 2008. Il video è stato girato il 20 dicembre da Shane Drake.

## Tracce
1. Nine in the Afternoon (Radio Mix)
2. Behind the Sea (Alternate Version)
3. Do You Know What I'm Seeing? (Alternate Version)

## Formazione
- Brendon Urie - voce, pianoforte
- Ryan Ross - chitarra
- Jon Walker - basso
- Spencer Smith - batteria